# Capgrossos de les Colònies Jordi Turull
Els Capgrossos de les Colònies Jordi Turull o Capgrossos dels barrufets són uns cabuts vinculats a les Colònies Pare Turull. Representen un barrufet i una barrufeta, de color blau i amb barretina vermella, i tenen una fesomia dolça i infantil que sembla treta d'un conte d'infants. Els capgrossos es van construir inicialment per animar les activitats que els Pares Escolapis feien a la casa de colònies de la Vall de Pineta, i també per introduir la canalla en el món de la imatgeria festiva, de manera que poguessin portar unes figures de poc pes.
La construcció dels barrufets s'encarregà a l'imatger Domènec Umbert i esdevingueren la primera obra després de la represa de l'artista com a mestre geganter. Els va enllestir el 1980 i s'estrenaren aquell estiu mateix a les colònies.
El barrufet i la barrufeta surten cada any per les festes del Clot, del Camp de l'Arpa i de més barris barcelonins, i solen acompanyar tant els gegants i gegantons de les Colònies Jordi Turull com els de Sant Josep de Calassanç. Actualment, els membres més joves de la Colla de Geganters i Grallers del Barri de Sant Antoni són els encarregats de fer-los passejar i ballar en les cercaviles i trobades on són convidats.